# Ljubezen in smrt
Ljubezen in smrt (angleško Love and Death) je ameriški komični film iz leta 1975, ki ga je režiral in zanj napisal scenarij Woody Allen. Film je satira ruske književnosti, v glavnih vlogah nastopata Allen kot Boris in Diane Keaton kot Sonja, Rusa v času napoleonskega obdobja, ki se zapletata v potvorjene filozofske debate. Allen ga je označil za svoj najbolj smešni film dotlej.
Ocene kritikov so bile pozitivne, film je bil tudi 18. najdonosnejši film leta 1975 v ZDA. Na Berlinau je bil nagrajen s Srebrnim levom za izjemen umetniški prispevek, nominiram je bil tudi za Zlatega leva. Na strani Rotten Tomatoes je prejel oceno 100%. Septembra 2008 je bil po anketi revije Empire izglasovan za 301. najboljši film v zgodovini, oktobra 2013 pa so ga bralci Guardiana izbrali za sedmi najboljši Allenov film.

## Vloge
- Woody Allen kot Boris Grušenko
- Diane Keaton kot Sonja
- James Tolkan kot Napoleon
- Harold Gould kot Anton Ivanovič Lebedokov
- Olga Georges-Picot kot grofica Aleksandrovna
- Beth Porter kot Anna
- Zvee Scooler kot oče
- Jessica Harper kot Nataša
- Féodor Atkine kot Mihail Grušenko
- Despo Diamantidou kot Borisova mati
- Yves Barsacq kot Rimski
- Yves Brainville kot Andre
- Brian Coburn kot Dimitrij
- Tony Jay kot Vladimir Maksimovič
- Howard Vernon kot gen. Leveque
- Aubrey Morris kot vojak 4
- Alfred Lutter kot mladi Boris
- Georges Adet kot stari Nehamkin
- Sol Frieder kot Voskovec
- Lloyd Battista kot Don Francisco
- Frank Adu kot vojaški inštruktor